# Галкин, Юрий Валентинович
Юрий Валентинович Галкин (22.03.1960, Куйбышев) — советский и российский футболист, игравший на позиции полузащитника.
Выступал за клубы высших лиг Казахстана и Узбекистана, и провёл более 450 матчей в чемпионатах стран.
Неоднократно выступал за сборную ветеранов «Крылья Советов».

## Достижения
Чемпионат Узбекской ССР по футболу
- победитель 1988